# Толмачёв, Михаил Иванович
Михаил Иванович Толмачёв (1909—1944) — гвардии старший сержант Рабоче-крестьянской Красной Армии, участник Великой Отечественной войны, Герой Советского Союза (1945).

## Биография
Родился 5 сентября 1909 года в селе Староклёновское (ныне — Первомайский район Тамбовской области). После окончания пяти классов школы проживал и работал в Ивантеевке.
В 1941 году призван на службу в Рабоче-крестьянскую Красную армию. С того же года — на фронтах Великой Отечественной войны.
К июлю 1944 года гвардии старший сержант Михаил Толмачёв был наводчиком станкового пулемёта 40-го гвардейского стрелкового полка 11-й гвардейской стрелковой дивизии 11-й гвардейской армии 3-го Белорусского фронта. Отличился во время боёв на территории Литовской ССР в ходе Белорусской наступательной операции. 13 июля 1944 года в числе первых переправился через Неман в районе деревни Радючи южнее города Алитус и провёл разведку немецкой обороны, что позволило полку переправиться без потерь. 15 июля 1944 года активно участвовал в отражении двенадцати немецких контратак. 28 октября 1944 года в бою под городом Гросс-Тракенен получил тяжёлые ранения и скончался на следующий день. Похоронен в городе Мариямполе в Литве.
Указом Президиума Верховного Совета СССР от 24 марта 1945 года за «образцовое выполнение боевых заданий командования на фронте борьбы с немецкими захватчиками и проявленные при этом отвагу и геройство» гвардии старший сержант Михаил Толмачёв посмертно был удостоен высокого звания Героя Советского Союза. Также был награждён орденом Ленина и рядом медалей.
В честь Толмачёва названа улица в Ивантеевке, установлен памятник в Мариямполе.